# Scopula cuspidata
Scopula cuspidata là một loài bướm đêm trong họ Geometridae.